# Béthines
Béthines ist eine französische Gemeinde mit 470 Einwohnern (Stand: 1. Januar 2022) im Département Vienne in der Region Nouvelle-Aquitaine; sie ist Teil des Arrondissements Montmorillon und des Kantons Montmorillon (bis 2015: Kanton Saint-Savin). Die Einwohner werden Béthinois genannt.

## Geografie
Béthines liegt etwa 49 Kilometer östlich von Poitiers am Salleron. Umgeben wird Béthines von den Nachbargemeinden Ingrandes im Norden, Concremines im Norden und Nordosten, Saint-Hilaire-sur-Benaize im Osten, Liglet im Südosten, Journet im Süden, Haims im Süden und Südwesten, Villemort im Westen sowie Saint-Germain im Westen und Nordwesten.

## Bevölkerungsentwicklung
| Jahr                      | 1962 | 1968 | 1975 | 1982 | 1990 | 1999 | 2006 | 2013 |
| Einwohner                 | 900  | 758  | 647  | 616  | 541  | 512  | 490  | 476  |
| Quelle: Cassini und INSEE |      |      |      |      |      |      |      |      |

## Sehenswürdigkeiten
- Kirche Saint-Pierre-ès-Liens aus dem 12. Jahrhundert, Monument historique seit 1937 (siehe auch: Liste der Monuments historiques in Béthines)

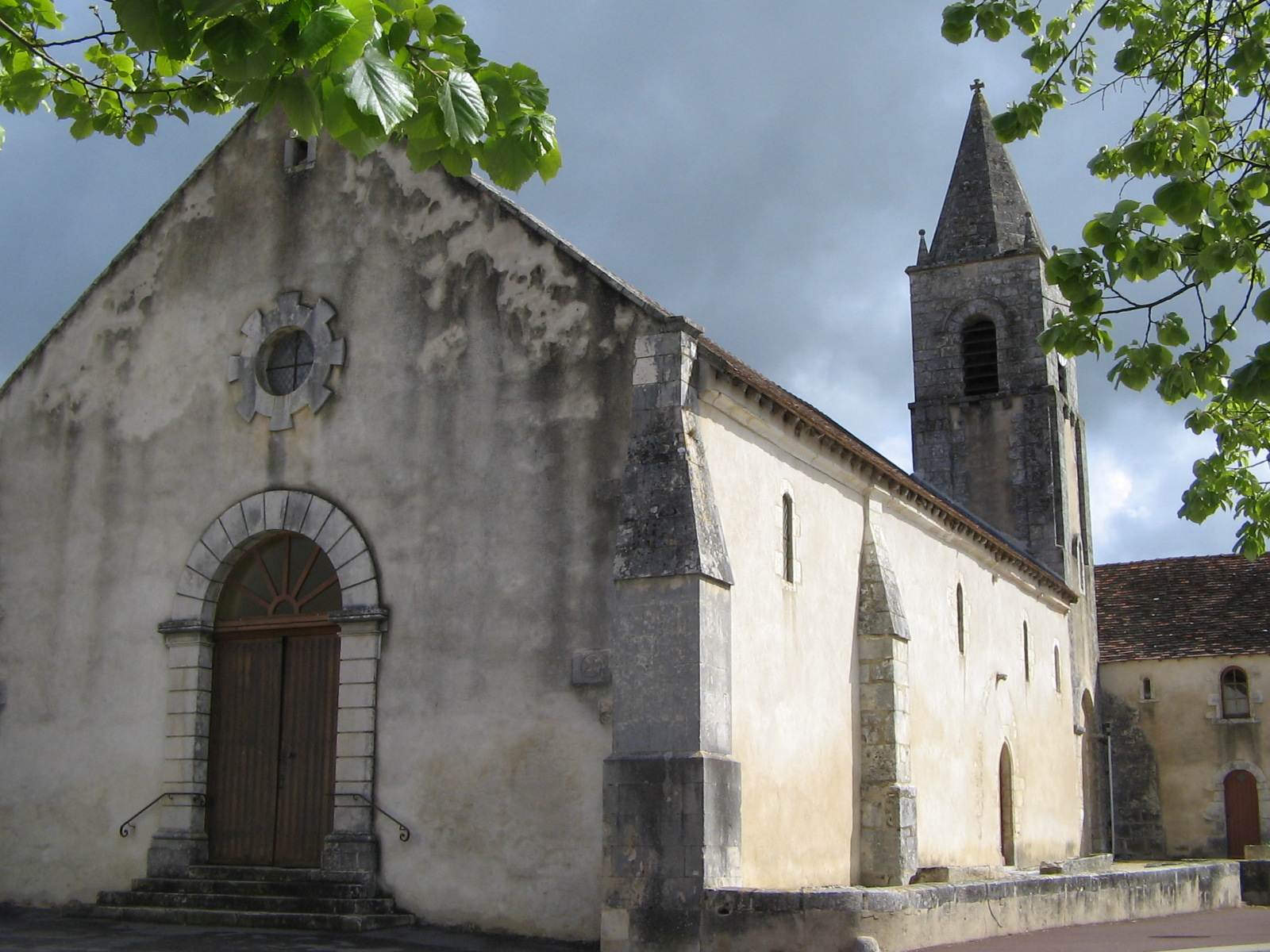
Kirche Saint-Pierre-ès-Liens